# I Want to Be a Hilton
I want to be a Hilton var en amerikansk dokusåpa från 2005, där ett antal deltagare under ett par veckor skulle utföra olika vett och etikett uppdrag i ledning av Kathy Hilton som är Paris Hiltons mamma. I Sverige visades serien i TV400, med repris under 2007 i TV4.